# Friedrich Christian August Hasse
Friedrich Christian August Hasse (Falkenberg/Elster, 4 gennaio 1773 – Lipsia, 6 febbraio 1848) è stato uno storico tedesco.
Era il padre del patologo Karl Ewald Hasse (1810-1902).

## Biografia
Studiò scienze giuridiche, filosofia e storia presso l'Università di Wittenberg e dal 1798 fu professore associato presso l'istituto cadetto di Dresda. Nel 1803 fu nominato professore di storia sempre nel medesimo istituto. Dal 1828 al 1848 fu professore di scienze ausiliarie della storia presso l'Università di Lipsia, dove nel 1840/41 prestò servizio come preside presso la facoltà di filosofia.
Fece importanti contributi come editore all'Encyklopädie di Ersch und Gruber e in particolare a Conversation-Lexikon di Brockhaus. Dal 1830 fu editore della Leipziger Zeitung.